# Volo Continental Airlines 1883
Il volo Continental Airlines 1883 era un volo passeggeri nazionale da Orlando a Newark, negli Stati Uniti d'America. Il 28 ottobre 2006, un Boeing 757 atterrò per errore su una via di rullaggio all'aeroporto Internazionale di Newark. Non vennero segnalati feriti o danni all'aereo, ma sul disastro scongiurato indagò il National Transportation Safety Board, e indusse la Federal Aviation Administration a rivalutare e modificare le procedure di sicurezza aeree e terrestri presso e intorno all'aeroporto di Newark.

## L'aereo
Il velivolo coinvolto era un Boeing 757-224, marche N17105, numero di serie 27295, numero di linea 632. Volò per la prima volta nel luglio 1994 e venne consegnato l'agosto successivo alla Continental Airlines; passò poi alla United Airlines quattro anni dopo l'accaduto. Era equipaggiato con 2 motori turboventola Rolls-Royce RB211-535E4B. Al momento dell'incidente, l'aereo aveva circa dodici anni.

## L'incidente
Il volo 1883 si avvicinò a Newark da nord, inizialmente pianificando di atterrare sulla pista 22L utilizzando un avvicinamento strumentale ILS. Mentre il volo scendeva a un'altitudine di circa 8 000-9 000 piedi (2 400-2 700 m), i controllori del traffico aereo istruirono il volo 1883 ad atterrare sulla pista 29. Questa manovra richiese la discesa verso la pista 22L, seguita da una virata a destra a bassa quota a soli 990 piedi (300 m) per allinearsi alla pista 29.
Durante la virata verso l'aeroporto, l'equipaggio vide quattro indicatori luminosi bianchi, che credeva si trovassero a sinistra della pista. Questo non era corretto; le procedure strumentali per Newark descrivevano questi indicatori luminosi sulla sua destra. Mantenendo gli indicatori luminosi alla loro sinistra, i piloti atterrarono sulla taxiway Z larga 75 piedi (23 m) alle 18:31 EDT. Il Boeing 757, con un'apertura alare di 124 piedi (38 m) toccò terra a 130 nodi (240 km/h) vicino all'incrocio tra le vie di rullaggio Z e R, fermandosi poi senza problemi. L'aereo rullò poi fino al gate dove sbarcarono tutti i passeggeri. Secondo la FAA, tutti i sistemi di illuminazione associati alla pista 29 e alla via di rullaggio Z funzionavano normalmente in quel momento. La pista 29, quella di atterraggio prevista, è larga 150 piedi (46 m) e lunga 6 800 piedi (2 100 m).

## Le indagini
Sull'accaduto indagò il National Transportation Safety Board (NTSB).
Nell'ambito della sua indagine, l'NTSB condusse un volo intorno all'aeroporto, per valutare l'illuminazione e la visibilità delle piste e delle vie di rullaggio. Con l'illuminazione della pista 29 e la via di rullaggio impostate sugli stessi livelli di luminosità, come durante l'incidente, l'NTSB notò che le luci della taxiway Z apparivano leggermente più luminose delle luci della pista 29. Durante i test, tuttavia, la differenza nel colore dell'illuminazione (verde sulla linea centrale della via di rullaggio Z, bianco sulla linea centrale della pista 29) era chiaramente visibile agli aerei in avvicinamento.
Nella sua relazione finale, l'NTSB descrisse la probabile causa dell'incidente come:
(National Transportation Safety Board, final report Continental Airlines 1883)

## Conseguenze
Questo raro evento causò una rivalutazione dell'illuminazione differenziale della pista e delle vie di rullaggio, nonché le procedure di arrivo all'aeroporto di Newark. L'NTSB osservò nel suo rapporto che, a seguito dell'incidente, la FAA istituì due tipi di modifiche nelle sue procedure, in aria e a terra, per ridurre la possibilità di una recidiva. In volo, la FAA aggiunse due nuove procedure di arrivo, GIMEE 19-7-1 e GRITY 19-7-1A, che prevede forniranno una migliore guida alla navigazione sulla pista in condizioni simili. A terra, la FAA e i funzionari aeroportuali hanno aumentato la differenza tra le intensità di illuminazione delle vie di rullaggio e delle piste, per consentire ai piloti di distinguerle meglio in condizioni di scarsa illuminazione.
Entrambi i piloti vennero messi a terra dalla compagnia aerea dopo l'incidente, ma rientrarono in servizio dopo la riqualificazione.